# Erioptera quadrifurcata
Erioptera quadrifurcata är en tvåvingeart som beskrevs av Alexander 1928. Erioptera quadrifurcata ingår i släktet Erioptera och familjen småharkrankar. Inga underarter finns listade i Catalogue of Life.